# NGC 1209
NGC 1209 ist eine elliptische Galaxie mit aktivem Galaxienkern vom Hubble-Typ E6 im Sternbild Eridanus am Südsternhimmel. Sie ist schätzungsweise 110 Millionen Lichtjahre von der Milchstraße entfernt und hat einen Durchmesser von etwa 75.000 Lichtjahren.
Im selben Himmelsareal befinden sich u. a. die Galaxien NGC 1188, NGC 1192, NGC 1199, NGC 1231.
Das Objekt wurde am 30. Dezember 1785 von dem deutsch-britischen Astronomen William Herschel entdeckt.